# Église Saint-Sauveur de Puy-l'Evêque
L'église Saint-Sauveur de Puy-l'Evêque puis de la Transfiguration est une église catholique située à Puy-l'Évêque, en France.

## Localisation
L'église est située dans le département français du Lot sur le territoire de la commune de Puy-l'Évêque.

## Historique
D'après Jean Lartigaut, L'église est mentionnée en 1289 par le notaire Arnal de Salas. Une église a été construite à la fin du XIIIe siècle mais doit être en grande partie reconstruite au XIVe siècle. Une nouvelle consécration a lieu en 1392 dans une église inachevée. Les dernières chapelles doivent dater de la fin du XVe siècle ou du début du XVIe siècle, période qui voit la construction du portail ouest et de la tour-clocher. D'après le chanoine Edmond Albe, une des fenêtres porterait la date de 1680 et le nom du maître d'œuvre : Alagnou. Une échauguette a été ajoutée à l'angle nord-est de la nef au XVIIe siècle.
En 1877, la voûte d'une des chapelles côté nord s'est effondré. Des travaux sont alors entrepris par l'architecte diocésain Émile Toulouse. Il supprime le chevet plat et le remplace par une grande abside polygonale encadrée par deux annexes. Les murs latéraux des chapelles sont supprimés et elles sont transformées en bas-côté.
Dans l'édifice, le clocher et la double porte d'entrée et l'escalier qui conduit aux étages du clocher ont été classés au titre des monuments historiques le 20 mars 1912 et le reste de l'église a été inscrit au titre des monuments historiques le 21 octobre 1925.
Un tableau est référencé dans la base Palissy.